# Clasificación para el Campeonato Sudamericano Femenino Sub-19 de 2004
La clasificación para el Campeonato Sudamericano Femenino Sub-19 de 2004 fue la ronda previa a la disputa del certamen continental. La jugaron nueve selecciones pertenecientes a Conmebol (todas excepto Brasil, que se clasificó automáticamente por ser anfitrión de la competición). Constó de tres grupos, conformado cada uno por tres selecciones. El ganador de cada zona clasificó al campeonato final.

## Formato de competición
Los nueve equipos participantes se dividieron en tres grupos de tres equipos cada uno. Las zonas estuvieron dispuestas a partir de la situación geográfica de los equipos, y en cada una de ellas una selección ofició como anfitriona. Dentro de cada grupo se enfrentaron una vez entre sí, mediante el sistema de todos contra todos. Según el resultado de cada partido se otorgaron tres puntos al ganador, un punto a cada equipo en caso de empate, y ninguno al perdedor. Clasificaron al Campeonato Sudamericano Femenino Sub-19 de 2004 las selecciones que ocuparon el primer puesto de cada grupo.

## Equipos participantes
| Equipos participantes | Equipos participantes | Equipos participantes |
| --------------------- | --------------------- | --------------------- |
| Argentina             | Colombia              | Perú                  |
| Bolivia               | Ecuador               | Uruguay               |
| Chile                 | Paraguay              | Venezuela             |

### Distribución de los grupos
Los grupos fueron distribuidos de la siguiente manera (en negrita, las selecciones que actuaron como local):
| Grupo A   | Grupo B   | Grupo C |
| --------- | --------- | ------- |
| Argentina | Colombia  | Bolivia |
| Paraguay  | Ecuador   | Chile   |
| Uruguay   | Venezuela | Perú    |

## Resultados

### Grupo A
Todos los partidos se disputaron en el Estadio Hugo Stroessner de la ciudad de Encarnación, Paraguay.
| Selección | Pts | PJ | PG | PE | PP | GF | GC | Dif |
| --------- | --- | -- | -- | -- | -- | -- | -- | --- |
| Paraguay  | 6   | 2  | 2  | 0  | 0  | 7  | 2  | 5   |
| Uruguay   | 3   | 2  | 1  | 0  | 1  | 2  | 5  | −3  |
| Argentina | 0   | 2  | 0  | 0  | 2  | 1  | 3  | −2  |

| 11 de mayo de 2004 | Paraguay                                                                                        | 5:1 (2:1) | Uruguay             | Estadio Hugo Stroessner, Encarnación, Paraguay |  |
|                    | Rodas 10' · Lourdes Martínez 25' · Jéssica Mendoza 81' · Anabel Rodriguez 84' · Mónica Vega 89' |           | Carla Quinteros 13' |                                                |  |

| 13 de mayo de 2004 | Uruguay             | 1:0 (1:0) | Argentina | Estadio Hugo Stroessner, Encarnación, Paraguay |  |
|                    | Carla Quinteros 25' |           |           |                                                |  |

| 15 de mayo de 2004 | Paraguay                               | 2:1 (1:0) | Argentina                  | Estadio Hugo Stroessner, Encarnación, Paraguay |  |
|                    | Jéssica Mendoza 10' · Adriana Ruíz 86' |           | Catalina Pérez Castaño 48' |                                                |  |

### Grupo B
Todos los partidos se disputaron en el Estadio Brígido Iriarte de la ciudad de Caracas, Venezuela.
| Selección | Pts | PJ | PG | PE | PP | GF | GC | Dif |
| --------- | --- | -- | -- | -- | -- | -- | -- | --- |
| Ecuador   | 6   | 2  | 2  | 0  | 0  | 6  | 1  | 5   |
| Colombia  | 3   | 2  | 1  | 0  | 1  | 4  | 4  | 0   |
| Venezuela | 0   | 2  | 0  | 0  | 2  | 2  | 7  | −5  |

| 11 de mayo de 2004 | Venezuela | 0:4 (0:1) | Ecuador                                                        | Estadio Brígido Iriarte, Caracas, Venezuela |  |
|                    |           |           | Wendy Monroy 15' · Mónica Quinteros 65', 76' · Rosa Coello 74' |                                             |  |

| 13 de mayo de 2004 | Colombia             | 1:2 (0:0) | Ecuador                                | Estadio Brígido Iriarte, Caracas, Venezuela |  |
|                    | Carolina Ordóñez 49' |           | Rosa Coello 66' · Mónica Quinteros 75' |                                             |  |

| 15 de mayo de 2004 | Venezuela | 0:3 (0:2) | Colombia                                                 | Estadio Brígido Iriarte, Caracas, Venezuela |  |
|                    |           |           | Diana Jarry 28' · Ilana Milkes 44' · Manuela Pizarro 75' |                                             |  |

### Grupo C
Todos los partidos se disputaron en el Estadio Olímpico Patria de la ciudad de Sucre, Bolivia.
| Selección | Pts | PJ | PG | PE | PP | GF | GC | Dif |
| --------- | --- | -- | -- | -- | -- | -- | -- | --- |
| Bolivia   | 6   | 2  | 2  | 0  | 0  | 14 | 1  | 13  |
| Perú      | 3   | 2  | 1  | 0  | 1  | 5  | 5  | 0   |
| Chile     | 0   | 2  | 0  | 0  | 2  | 1  | 14 | −13 |

| 11 de mayo de 2004 | Bolivia                                                                                                  | 9:1 (4:0) | Chile             | Estadio Olímpico Patria, Sucre, Bolivia |  |
|                    | Palmira Loayza 1', 79', 83', 89', 90' · Carla Padilla 10', 41' · Elisabeth Pérez 24' · Daniela Maler 58' |           | Lesly Herrera 59' |                                         |  |

| 13 de mayo de 2004 | Perú                                                                                 | 5:0 (3:0) | Chile | Estadio Olímpico Patria, Sucre, Bolivia |  |
|                    | Miryam Tristán 18', 90' · Lissett Diaz 36' · Lorena Cortez 37' · Leslie Guerrero 71' |           |       |                                         |  |

| 15 de mayo de 2004 | Bolivia                                                                              | 5:0 (2:0) | Perú | Estadio Olímpico Patria, Sucre, Bolivia |  |
|                    | Mery Salazar 10' · Elizabeth Perez 34', 54' · Analisse Rios 63' · Palmira Loayza 65' |           |      |                                         |  |